# Liga ACB 2013-14
La temporada 2013/14 de la Liga ACB fue la 31.ª temporada de la liga española de baloncesto. La temporada regular se disputó del 12 de octubre de 2013 al 25 de mayo de 2014. Los playoff por el título comenzaron el 29 de mayo de 2014.

## Equipos
| Pos | Ascendidos a Liga ACB |
| --- | --------------------- |
| 1º  | Ford Burgos           |
| 2º  | Lucentum Alicante     |

| Pos | Descendidos a LEB Oro |
| --- | --------------------- |
| 17º | Lagun Aro GBC         |
| 18º | La Bruixa d'Or        |

La Bruixa d'Or y el Lagun Aro GBC, que descendieron al ser los dos peores equipos de la temporada anterior, consiguieron mantenerse gracias al incumplimiento de los requisitos exigidos por la ACB a Ford Burgos y Lucentum Alicante.

## Datos de los clubes
| Equipo                                       | Entrenador          | Ciudad                     | Pabellón                         | Aforo  | Marca    |
| -------------------------------------------- | ------------------- | -------------------------- | -------------------------------- | ------ | -------- |
| Tuenti Móvil Estudiantes                     | Txus Vidorreta      | Madrid                     | Palacio de Deportes / Vistalegre | 15.000 | Joma     |
| Bilbao Basket                                | Rafael Pueyo        | Bilbao                     | Bilbao Arena                     | 10.000 | KON      |
| CB Valladolid                                | Ricard Casas        | Valladolid                 | Polideportivo Pisuerga           | 6.800  | Luanvi   |
| Río Natura Monbús                            | Moncho Fernández    | Santiago de Compostela     | Multiusos Fontes do Sar          | 6.000  | Vive     |
| CAI Zaragoza                                 | José Luis Abós      | Zaragoza                   | Pabellón Príncipe Felipe         | 11.000 | Mercury  |
| Cajasol                                      | Aíto García Reneses | Sevilla                    | Palacio de Deportes San Pablo    | 7.626  | Spalding |
| Iberostar Tenerife                           | Alejandro Martínez  | San Cristóbal de La Laguna | Santiago Martín                  | 5.000  | Austral  |
| FIATC Joventut                               | Salva Maldonado     | Badalona                   | Pabellón Olímpico de Badalona    | 12.500 | Spalding |
| Herbalife Gran Canaria                       | Pedro Martínez      | Las Palmas de Gran Canaria | Centro Insular de Deportes       | 5.200  | Spalding |
| Laboral Kutxa                                | Sergio Scariolo     | Vitoria                    | Fernando Buesa Arena             | 15.504 | Hummel   |
| La Bruixa d'Or                               | Borja Comenge       | Manresa                    | Nou Congost                      | 5.000  | Joma     |
| Gipuzkoa Basket                              | Sito Alonso         | San Sebastián              | San Sebastián Arena 2016         | 11.000 | Elements |
| Baloncesto Fuenlabrada                       | Jesús Mateo         | Fuenlabrada                | Pabellón Fernando Martín         | 5.300  | Luanvi   |
| Real Madrid                                  | Pablo Laso          | Madrid                     | Palacio de Deportes              | 15.000 | Adidas   |
| F. C. Barcelona                              | Xavier Pascual      | Barcelona                  | Palau Blaugrana                  | 7.500  | Nike     |
| UCAM Murcia CB                               | Óscar Quintana      | Murcia                     | Palacio de Deportes de Murcia    | 7.454  | Spalding |
| Unicaja Málaga                               | Joan Plaza          | Málaga                     | José María Martín Carpena        | 11.300 | Spalding |
| Valencia Basket                              | Velimir Perasović   | Valencia                   | Pabellón Fuente de San Luis      | 9.000  | Luanvi   |
| Datos actualizados a: 17 de octubre de 2013. |                     |                            |                                  |        |          |

### Equipos por comunidades autónomas
| Comunidad autónoma   | N.º | Equipos                                                        |
| -------------------- | --- | -------------------------------------------------------------- |
| Cataluña             | 3   | La Bruixa d'Or, FIATC Joventut y F. C. Barcelona               |
| Comunidad de Madrid  | 3   | Tuenti Móvil Estudiantes, Baloncesto Fuenlabrada y Real Madrid |
| País Vasco           | 3   | Bilbao Basket, Laboral Kutxa y Gipuzkoa Basket                 |
| Andalucía            | 2   | Cajasol y Unicaja                                              |
| Canarias             | 2   | Iberostar Tenerife y Herbalife Gran Canaria                    |
| Aragón               | 1   | CAI Zaragoza                                                   |
| Castilla y León      | 1   | CB Valladolid                                                  |
| Comunidad Valenciana | 1   | Valencia Basket                                                |
| Galicia              | 1   | Río Natura Monbús                                              |
| Región de Murcia     | 1   | UCAM Murcia CB                                                 |

## Detalles de la competición liguera

### Clasificación de la liga regular
- En negrita los equipos clasificados para el Play-Off por el título.

| Pos. | Equipo                   | P.J. | P.G. | P.P. | P.F.  | P.C.  | Dif. |
| ---- | ------------------------ | ---- | ---- | ---- | ----- | ----- | ---- |
| 1    | Real Madrid              | 34   | 32   | 2    | 3001  | 2480  | +467 |
| 2    | Valencia Basket          | 34   | 30   | 4    | 2930  | 2554  | +303 |
| 3    | F.C. Barcelona           | 34   | 27   | 7    | 2785  | 2382  | +403 |
| 4    | Unicaja Málaga           | 34   | 23   | 11   | 2745  | 2467  | +200 |
| 5    | Herbalife Gran Canaria   | 34   | 22   | 12   | 2595  | 2430  | +64  |
| 6    | Laboral Kutxa            | 34   | 19   | 15   | 2777  | 2702  | +45  |
| 7    | Cajasol                  | 34   | 18   | 16   | 2543  | 2545  | -2   |
| 8    | CAI Zaragoza             | 34   | 18   | 16   | 2647  | 2601  | +46  |
| 9    | FIATC Joventut           | 34   | 16   | 18   | 2655  | 2658  | -3   |
| 10   | Gipuzkoa Basket          | 34   | 16   | 18   | 1.915 | 1.936 | -5   |
| 11   | Iberostar Tenerife       | 34   | 14   | 20   | 2.047 | 2.157 | -12  |
| 12   | Río Natura Monbús        | 34   | 13   | 21   | 1.999 | 2.043 | -17  |
| 13   | UCAM Murcia              | 34   | 12   | 22   | 2.093 | 2.272 | -19  |
| 14   | Bilbao Basket            | 34   | 12   | 22   | 2.117 | 2.179 | -24  |
| 15   | Baloncesto Fuenlabrada   | 34   | 12   | 22   | 2.045 | 2.166 | -15  |
| 16   | Tuenti Móvil Estudiantes | 34   | 12   | 22   | 2.044 | 2.134 | -25  |
| 17   | La Bruixa d'Or           | 34   | 7    | 27   | 1.979 | 2.256 | -36  |
| 18   | CB Valladolid            | 34   | 3    | 31   | 1.873 | 2.421 | -48  |

|  | Campeón, clasificado para la Euroliga |
|  | Clasificados para Euroliga            |
|  | Clasificados para la Eurocup          |
|  | Descienden a Liga LEB                 |

### PlayOff por el título
|  | Cuartos de final         | Cuartos de final       |                  |                  | Semifinales            | Semifinales            |  |                  | Final                  | Final                  |  |
|  | Al mejor de 3 partidos   | Al mejor de 3 partidos |                  |                  | Al mejor de 5 partidos | Al mejor de 5 partidos |  |                  | Al mejor de 5 partidos | Al mejor de 5 partidos |  |
|  |                          |                        |                  |                  |                        |                        |  |                  |                        |                        |  |
|  |                          |                        |                  |                  |                        |                        |  |                  |                        |                        |  |
|  | 1 Real Madrid CF         | 2                      |                  |                  |                        |                        |  |                  |                        |                        |  |
|  | 1 Real Madrid CF         | 2                      |                  |                  |                        |                        |  |                  |                        |                        |  |
|  | 8 CAI Zaragoza           | 0                      |                  |                  |                        |                        |  |                  |                        |                        |  |
|  | 8 CAI Zaragoza           | 0                      |                  | 1 Real Madrid CF | 3                      |                        |  |                  |                        |                        |  |
|  |                          |                        |                  | 1 Real Madrid CF | 3                      |                        |  |                  |                        |                        |  |
|  |                          |                        | 4 Unicaja Málaga | 1                |                        |                        |  |                  |                        |                        |  |
|  | 4 Unicaja Málaga         | 2                      | 4 Unicaja Málaga | 1                |                        |                        |  |                  |                        |                        |  |
|  | 4 Unicaja Málaga         | 2                      |                  |                  |                        |                        |  |                  |                        |                        |  |
|  | 5 Herbalife Gran Canaria | 1                      |                  |                  |                        |                        |  |                  |                        |                        |  |
|  | 5 Herbalife Gran Canaria | 1                      |                  |                  |                        |                        |  | 1 Real Madrid CF | 1                      |                        |  |
|  |                          |                        |                  |                  |                        |                        |  | 1 Real Madrid CF | 1                      |                        |  |
|  |                          |                        | 3 F.C. Barcelona | 3                |                        |                        |  |                  |                        |                        |  |
|  | 2 Valencia BC            | 2                      | 3 F.C. Barcelona | 3                |                        |                        |  |                  |                        |                        |  |
|  | 2 Valencia BC            | 2                      |                  |                  |                        |                        |  |                  |                        |                        |  |
|  | 7 Cajasol Sevilla        | 1                      |                  |                  |                        |                        |  |                  |                        |                        |  |
|  | 7 Cajasol Sevilla        | 1                      |                  | 2 Valencia BC    | 2                      |                        |  |                  |                        |                        |  |
|  |                          |                        |                  | 2 Valencia BC    | 2                      |                        |  |                  |                        |                        |  |
|  |                          |                        | 3 F.C. Barcelona | 3                |                        |                        |  |                  |                        |                        |  |
|  | 3 F.C. Barcelona         | 2                      | 3 F.C. Barcelona | 3                |                        |                        |  |                  |                        |                        |  |
|  | 3 F.C. Barcelona         | 2                      |                  |                  |                        |                        |  |                  |                        |                        |  |
|  | 6 Laboral Kutxa          | 0                      |                  |                  |                        |                        |  |                  |                        |                        |  |
|  | 6 Laboral Kutxa          | 0                      |                  |                  |                        |                        |  |                  |                        |                        |  |
|  |                          |                        |                  |                  |                        |                        |  |                  |                        |                        |  |

| Campeón de la Liga ACB 2013-14      |
| ----------------------------------- |
| F.C. Barcelona Décimo octavo título |

### Resultados
| CB Canarias     | 76 - 74 | Río Natura Monbús      | Santiago Martín               | 3.042 | 12 de octubre | 20:00 | -                                                     |
| Bilbao Basket   | 77 - 86 | CAI Zaragoza           | Bilbao Arena                  | 8.900 | 12 de octubre | 20:30 | Aragón Television, ETB1 y Orange Arena                |
| Unicaja         | 97 - 78 | Estudiantes            | José María Martín Carpena     | 7.150 | 13 de octubre | 12:15 | -                                                     |
| Laboral Kutxa   | 96 - 99 | Herbalife Gran Canaria | Fernando Buesa Arena          | 8.139 | 13 de octubre | 12:15 | ETB1, Nou 24, Televisión Canaria, tvG2 y Orange Arena |
| La Bruixa d'Or  | 90 - 78 | FIATC Joventut         | Nou Congost                   | 4.025 | 13 de octubre | 12:30 | Esport3 y Orange Arena                                |
| UCAM Murcia CB  | 93 - 73 | Baloncesto Fuenlabrada | Palacio de Deportes de Murcia | 5.640 | 13 de octubre | 12:30 | Popular TV Murcia y Orange Arena                      |
| F.C. Barcelona  | 76 - 75 | Valencia Basket        | Palau Blaugrana               | 4.902 | 13 de octubre | 18:00 | Teledeporte y Orange Arena                            |
| Gipuzkoa Basket | 76 - 71 | Cajasol                | San Sebastián Arena 2016      | 5.610 | 13 de octubre | 18:00 | -                                                     |
| Real Madrid     | 87 - 53 | CB Valladolid          | Palacio de Deportes           | 7.112 | 15 de octubre | 20:30 | Orange Arena                                          |

| Estudiantes            | 80 - 66  | CB Valladolid   | Palacio de Deportes           | 8.000 | 19 de octubre | 19:00 | -                                                    |
| Valencia Basket        | 87 - 58  | Gipuzkoa Basket | Pabellón Fuente de San Luis   | 7.400 | 19 de octubre | 19:00 | Canal Nou, ETBK y Orange Arena                       |
| Río Natura Monbús      | 71 - 88  | La Bruixa d'Or  | Multiusos Fontes do Sar       | 5.011 | 19 de octubre | 20:00 | Esport3, tvG2 y Orange Arena                         |
| Baloncesto Fuenlabrada | 75 - 72  | Bilbao Basket   | Pabellón Fernando Martín      | 4.832 | 20 de octubre | 12:00 | ETB1, Televisión Canaria, tvG2 y Orange Arena        |
| Cajasol                | 65 - 85  | Unicaja         | Palacio de Deportes San Pablo | 5.020 | 20 de octubre | 12:30 | -                                                    |
| FIATC Joventut         | 80 - 83  | F.C. Barcelona  | Pabellón Olímpico de Badalona | 7.619 | 20 de octubre | 12:30 | Esport3, Nou 24, tvG2 y Orange Arena                 |
| Real Madrid            | 105 - 72 | Laboral Kutxa   | Palacio de Deportes           | 8.152 | 20 de octubre | 12:40 | La 1 y Orange Arena                                  |
| Herbalife Gran Canaria | 86 - 69  | UCAM Murcia CB  | Centro Insular de Deportes    | 4.936 | 20 de octubre | 13:00 | Popular TV Murcia, Televisión Canaria y Orange Arena |
| CAI Zaragoza           | 60 - 66  | CB Canarias     | Pabellón Príncipe Felipe      | 7.146 | 20 de octubre | 18:00 | Orange Arena                                         |

| Gipuzkoa Basket   | 62 - 64 | FIATC Joventut         | San Sebastián Arena 2016      | 4.760 | 26 de octubre | 19:15 | ETB1 y Orange Arena                              |
| CB Valladolid     | 81 - 68 | Cajasol                | Polideportivo Pisuerga        | 2.600 | 26 de octubre | 20:15 | -                                                |
| CB Canarias       | 90 - 82 | Baloncesto Fuenlabrada | Santiago Martín               | 3.401 | 26 de octubre | 21:00 | -                                                |
| Río Natura Monbús | 82 - 86 | CAI Zaragoza           | Multiusos Fontes do Sar       | 4.438 | 27 de octubre | 12:15 | Aragón TV, tvG2 y Orange Arena                   |
| Unicaja           | 71 - 74 | Valencia Basket        | José María Martín Carpena     | 6.400 | 27 de octubre | 12:15 | -                                                |
| Bilbao Basket     | 72 - 83 | Herbalife Gran Canaria | Bilbao Arena                  | 9.246 | 27 de octubre | 12:15 | ETB1, Televisión Canaria y Orange Arena          |
| UCAM Murcia CB    | 81 - 88 | Real Madrid            | Palacio de Deportes de Murcia | 7.269 | 27 de octubre | 12:30 | Popular TV Murcia, Real Madrid TV y Orange Arena |
| La Bruixa d'Or    | 71 - 81 | F.C. Barcelona         | Nou Congost                   | 4.627 | 27 de octubre | 12:30 | Esport3, Nou 24 y Orange Arena                   |
| Laboral Kutxa     | 79 - 66 | Estudiantes            | Fernando Buesa Arena          | 8.343 | 27 de octubre | 19:00 | Teledeporte y Orange Arena                       |

| Valencia Basket        | 108 - 57 | CB Valladolid     | Pabellón Fuente de San Luis   | 6.500 | 2 de noviembre | 19:00 | Canal Nou y Orange Arena               |
| Estudiantes            | 69 - 77  | UCAM Murcia CB    | Palacio de Deportes           | 7.628 | 2 de noviembre | 19:00 | Popular TV Murcia y Orange Arena       |
| Cajasol                | 82 - 62  | Laboral Kutxa     | Palacio de Deportes San Pablo | 3.700 | 2 de noviembre | 20:15 | ETB1 y Orange Arena                    |
| CAI Zaragoza           | 89 - 52  | La Bruixa d'Or    | Pabellón Príncipe Felipe      | 6.358 | 3 de noviembre | 12:15 | Aragón TV y Orange Arena               |
| Real Madrid            | 92 - 75  | Bilbao Basket     | Palacio de Deportes           | 8.402 | 3 de noviembre | 12:15 | ETB1, tvG2 y Orange Arena              |
| F.C. Barcelona         | 81 - 74  | Gipuzkoa Basket   | Palau Blaugrana               | 4.279 | 3 de noviembre | 12:30 | Esport3, ETB HD, Nou 24 y Orange Arena |
| Herbalife Gran Canaria | 79 - 61  | CB Canarias       | Centro Insular de Deportes    | 4.795 | 3 de noviembre | 18:00 | Teledeporte y Orange Arena             |
| FIATC Joventut         | 63 - 65  | Unicaja           | Pabellón Olímpico de Badalona | 5.269 | 3 de noviembre | 18:00 | -                                      |
| Baloncesto Fuenlabrada | 73 - 78  | Río Natura Monbús | Pabellón Fernando Martín      | 5.418 | 3 de noviembre | 19:30 | Orange Arena                           |

## Nominaciones

### Quinteto ideal de la temporada[7]
| Posición  | Jugador          | Equipo          |
| --------- | ---------------- | --------------- |
| Base      | Sergio Rodríguez | Real Madrid     |
| Escolta   | Rudy Fernández   | Real Madrid     |
| Alero     | Romain Sato      | Valencia Basket |
| Ala-Pívot | Justin Doellman  | Valencia Basket |
| Pívot     | Nikola Mirotić   | Real Madrid     |

|  | MVP de la temporada |

### Quinteto ideal de los play-off
| Posición  | Jugador             | Equipo          |
| --------- | ------------------- | --------------- |
| Base      | Marcelinho Huertas  | F. C. Barcelona |
| Escolta   | Juan Carlos Navarro | F. C. Barcelona |
| Alero     | Rudy Fernández      | Real Madrid     |
| Ala-pívot | Ioannis Bourousis   | Real Madrid     |
| Pívot     | Ante Tomić          | F. C. Barcelona |

|  | MVP de la final |

### Jugador revelación de la temporada
| Posición | Jugador       | Equipo         |
| -------- | ------------- | -------------- |
| Base     | Guillem Vives | FIATC Joventut |

### Mejor entrenador
| Entrenador | Equipo      |
| ---------- | ----------- |
| Pablo Laso | Real Madrid |

### Jugador de la jornada
A continuación se listan los jugadores designados como Jugador de la jornada de la Liga regular.
| Jornada | Jugador             | Equipo                   | Valoración |
| ------- | ------------------- | ------------------------ | ---------- |
| 1       | Rasmus Larsen       | La Bruixa d'Or           | 37         |
| 2       | Tibor Pleiß         | Laboral Kutxa            | 32         |
| 2       | Álex Mumbrú         | Bilbao Basket            | 32         |
| 3       | Blagota Sekulić     | Iberostar Tenerife       | 41         |
| 4       | Guille Rubio        | Tuenti Móvil Estudiantes | 28         |
| 5       | Justin Doellman     | Valencia Basket          | 42         |
| 6       | Devoe Joseph        | FIATC Joventut           | 31         |
| 7       | Jason Rowe          | CB Valladolid            | 29         |
| 8       | Tibor Pleiß (2)     | Laboral Kutxa            | 41         |
| 9       | Tibor Pleiß (3)     | Laboral Kutxa            | 29         |
| 10      | Dejan Ivanov        | Tuenti Móvil Estudiantes | 32         |
| 11      | Saúl Blanco         | Iberostar Tenerife       | 31         |
| 12      | Ricardo Úriz        | Iberostar Tenerife       | 35         |
| 13      | Justin Doellman (2) | Valencia Basket          | 39         |
| 14      | Dejan Ivanov (2)    | Tuenti Móvil Estudiantes | 28         |
| 15      | Nikola Mirotić      | Real Madrid              | 34         |
| 16      | Tibor Pleiß (4)     | Laboral Kutxa            | 33         |
| 17      | Kim Tillie          | UCAM Murcia              | 34         |
| 18      | Andy Panko          | Baloncesto Fuenlabrada   | 32         |
| 18      | Mike Muscala        | Río Natura Monbus        | 32         |
| 19      | Andy Panko (2)      | Baloncesto Fuenlabrada   | 29         |
| 20      | Pau Ribas           | Valencia Basket          | 34         |
| 21      | Alberto Corbacho    | Río Natura Monbus        | 31         |
| 22      | Jacob Pullen        | F. C. Barcelona          | 41         |
| 23      | James Feldeine      | Baloncesto Fuenlabrada   | 33         |
| 24      | Jason Robinson      | Gipuzkoa Basket          | 34         |
| 25      | Maciej Lampe        | F. C. Barcelona          | 28         |
| 26      | Álex Mumbrú (2)     | Bilbao Basket            | 33         |
| 27      | Sergio Rodríguez    | Real Madrid              | 28         |
| 28      | Justin Doellman (3) | Valencia Basket          | 31         |
| 29      | Luke Sikma          | Iberostar Tenerife       | 39         |
| 30      | Rudy Fernández      | Real Madrid              | 40         |
| 31      | Oliver Lafayette    | Valencia Basket          | 28         |
| 32      | Justin Doellman (4) | Valencia Basket          | 31         |
| 33      | Scott Bamforth      | Cajasol                  | 32         |
| 34      | Tibor Pleiß (5)     | Laboral Kutxa            | 28         |

### Jugador del mes
| Mes       | Jornadas | Jugador         | Equipo                 | Valoración |
| --------- | -------- | --------------- | ---------------------- | ---------- |
| Octubre   | 1-3      | Blagota Sekulić | Iberostar Tenerife     | 27,7       |
| Noviembre | 4-8      | Justin Doellman | Valencia Basket        | 27,4       |
| Diciembre | 9-13     | Blagota Sekulić | Iberostar Tenerife     | 21,2       |
| Enero     | 14-17    | Andy Panko      | Baloncesto Fuenlabrada | 21,0       |
| Febrero   | 18-20    | Andy Panko      | Baloncesto Fuenlabrada | 27,3       |
| Marzo     | 21-25    | Maciej Lampe    | FC Barcelona           | 24         |
| Abril     | 26-29    | Justin Doellman | Valencia Basket        | 21,0       |
| Mayo      | 30-34    | Luke Sikma      | Iberostar Tenerife     | 22,2       |

### Entrenador del mes
| Mes       | Jornadas | Entrenador        | Equipo                 |
| --------- | -------- | ----------------- | ---------------------- |
| Octubre   | 1-3      | Pablo Laso        | Real Madrid            |
| Noviembre | 4-8      | Velimir Perasović | Valencia Basket        |
| Diciembre | 9-13     | Pablo Laso        | Real Madrid            |
| Enero     | 14-17    | Velimir Perasović | Valencia Basket        |
| Febrero   | 18-22    | Pablo Laso        | Real Madrid            |
| Marzo     | 23-25    | Xavi Pascual      | F. C. Barcelona        |
| Abril     | 26-29    | Joan Plaza        | Unicaja Málaga         |
| Mayo      | 30-34    | Pedro Martínez    | Herbalife Gran Canaria |